# 田中比呂人
田中 比呂人（たなか ひろと）は、日本のアニメーター・キャラクターデザイナーである。

## 作品リスト

### テレビアニメ
- おそ松くん （第2作） （1988年-1989年、動画チェック）
- ふしぎ遊戯 （1995年-1996年、キャラクター協力・オープニングアニメーション）
- CLAMP学園探偵団 （1997年、キャラクターデザイン）
- 南海奇皇 （第1期 : 1998年・第2期 : 1999年、キャラクターデザイン・作画監督）
- 幻想魔伝 最遊記 （2000年、デジタル加工・OP1作画監督・ED2原画）
- 超GALS!寿蘭 （2001年-2002年、キャラクターデザイン・ED原画）
- 旋風の用心棒 （2001年、原画）
- 十二国記 （2002年-2003年、キャラクターデザイン[1]・絵コンテ・作画監督）
- スクラップド・プリンセス （2003年、原画）
- ガングレイヴ （2003年、原画・ED原画）
- 美鳥の日々 （2004年、作画監督・原画・OP原画）
- ローゼンメイデン （2004年、OP原画）
- BECK （2005年、原画）
- 英國戀物語エマ （2005年、画面設計・原画）
- Paradise Kiss （2005年、OP原画）
- シュガシュガルーン （2005年-2006年、原画）
- ちょこッとSister （2006年、原画）
- DEATH NOTE （2006年-2007年、第1期OP原画）
- 英國戀物語エマ 第二幕 （2007年、画面設計・原画）
- 電脳コイル （2007年、原画）
- NARUTO -ナルト- 疾風伝 （2007年-2017年、美術設定・レイアウト監修 (ともに第290話-第295話)・作画監督 (第293話・第295話)・原画・ED原画）
- BLUE DRAGON 天界の七竜 （2008年、OP原画）
- 黒神 The Animation （2009年、ED原画）
- テガミバチ （2009年、プロップデザイン・レイアウト監修）
- テガミバチ REVERSE （2010年、プロップデザイン・レイアウト監修）
- 僕は友達が少ない （2011年、原画）
- しろくまカフェ （2012年、3Dスペースデザイン・作画監督・原画・OP原画）
- 進撃の巨人（2013年、原画）
- 世界征服〜謀略のズヴィズダー〜（2014年、原画）
- それでも世界は美しい（2014年、画面設計）
- 東京喰種トーキョーグール√A（2015年、作画監督）
- ディバインゲート（2016年、画面設計）
- パズドラクロス（2016年、モンスターデザイン）
- 月がきれい（2017年、原画）
- 賭ケグルイ（2017年、OP原画）

### OVA
- ロードス島戦記 （1991年、原画）
- 東京BABYLON （1992年、原画）
- 銃夢 （1993年、原画）
- 人魚の傷 （1993年、原画）
- 誕生 〜Debut〜 （1994年、キャラクターデザイン・作画監督）
- プラスチックリトル （1994年、作画監督補・原画）
- KEY THE METAL IDOL （1994年-1997年、レイアウト・作画監督）
- ぼくのマリー （1996年、キャラクターデザイン・作画監督）
- フォトン （1997年、原画）
- てなもんやボイジャーズ （1999年、原画）
- 一撃殺虫!!ホイホイさん （2004年、原画）
- 苺ましまろ Original Video Animation （2007年、OP原画）
- テガミバチ〜光と青の幻想夜話〜 （2008年、作画監督） ※ ジャンプスーパーアニメツアー上映作品

### 劇場アニメ
- 老人Z （1991年、原画）
- 幽☆遊☆白書（1993年、作画監督補佐）
- ダークサイド・ブルース （1994年、原画）
- X -エックス- （1996年、原画）
- スプリガン （1998年、原画）
- エスカフローネ （2000年、原画）
- 劇場版カードキャプターさくら 封印されたカード （2000年、作画監督協力）
- 劇場版 NARUTO -ナルト- シリーズ
  - 劇場版 NARUTO -ナルト- 大活劇!雪姫忍法帖だってばよ!! （2004年、総作画監督）
  - 劇場版 NARUTO -ナルト- 大激突!幻の地底遺跡だってばよ （2005年、原画）
  - 劇場版 NARUTO -ナルト- 大興奮!みかづき島のアニマル騒動だってばよ （2006年、プロップデザイン・画面レイアウト・作画監督・原画）
  - 劇場版 NARUTO -ナルト- 疾風伝 （2007年、作画監督協力）
  - 劇場版 NARUTO -ナルト- 疾風伝 火の意志を継ぐ者 （2009年、原画）
  - 劇場版 NARUTO -ナルト- ブラッド・プリズン （2011年、作画監督補佐・原画）
  - THE LAST -NARUTO THE MOVIE- （2014年、プロダクションデザイン・レイアウト監督・原画）
- 劇場版BLEACH シリーズ
  - 劇場版BLEACH MEMORIES OF NOBODY （2006年、原画）
  - 劇場版BLEACH The DiamondDust Rebellion もう一つの氷輪丸 （2007年、原画）
  - 劇場版BLEACH Fade to Black 君の名を呼ぶ （2008年、原画）
- スカイ・クロラ The Sky Crawlers （2008年、原画）